# Liliana Villanueva
Liliana Villanueva (Buenos Aires, 1 de fevereiro de 1973) é uma arquiteta, jornalista e escritora argentina.
Doutora em Arquitetura pela Universidade de Darmstadt, morou na Rússia aproveitando seu trabalho como correspondente internacional para escrever crônicas sobre a vida nesses países. Frequentou as oficinas de literatura de Hebe Uhart, que lhe renderam o material para seu primeiro livro, Las Clases de Hebe Uhart (2015).

## Obras
- 2019 - Otoño alemán (Blatt & Ríos). ISBN 9789874941480
- 2018 - Maestros de la escritura (Ediciones Godot). ISBN 9789874086549
- 2018 - Lloverá siempre. Las vidas de María Esther Gilio (Criatura Editora). ISBN 9789974865143
- 2017 - Sombras Rusas (Blatt & Ríos). ISBN 9789873616662
- 2017 - Lloverá siempre (Ediciones Casa de las Américas)
- 2015 - Las Clases de Hebe Uhart (Blatt & Ríos). ISBN 9789873616327
- 2009 - Islamisch geprägte städtische Plätze in Persien und Mittelasien (tuprints.ulb.Darmstadt.de - 19643).

## Prêmios
- 2017 - Prêmio Casa de las Américas na categoria Literatura testemunhal[4]
- 2016 - Prêmio Osvaldo Soriano de relato, Facultad de Periodismo y Ciencias Sociales de La Plata
- 2015 - Prêmio del Lector Fundación del Libro de Buenos Aires
- 2013 - Prêmio Osvaldo Soriano de relato, Facultad de Periodismo y Ciencias Sociales de La Plata
- 2011 - Prêmio Mikel Essery de narrativas de viagem[5]